# بحيرة ماكدونالد
بحيرة ماكدونالد والتي تُعرف باسم بحيرة ماكدونالد موناتانا هي أكبر بحيرة في الحديقة الوطنية الجليدية، تقع في مقاطعة فلاتهيد في ولاية مونتانا، تشكّلت نتيجة عدة عمليات من التآكل والنشاطات الجليدية، وتعتبر البحيرة موطناً رئيسياً لسمك السلمون المرقط، كما أن لا يمكن اعتبارها غنية بالمواد الغذائية لذلك فهي لا تصلح للصيد، وتعتبر من أنقى البحيرات نقاءً في العالم.

## معرض الصور

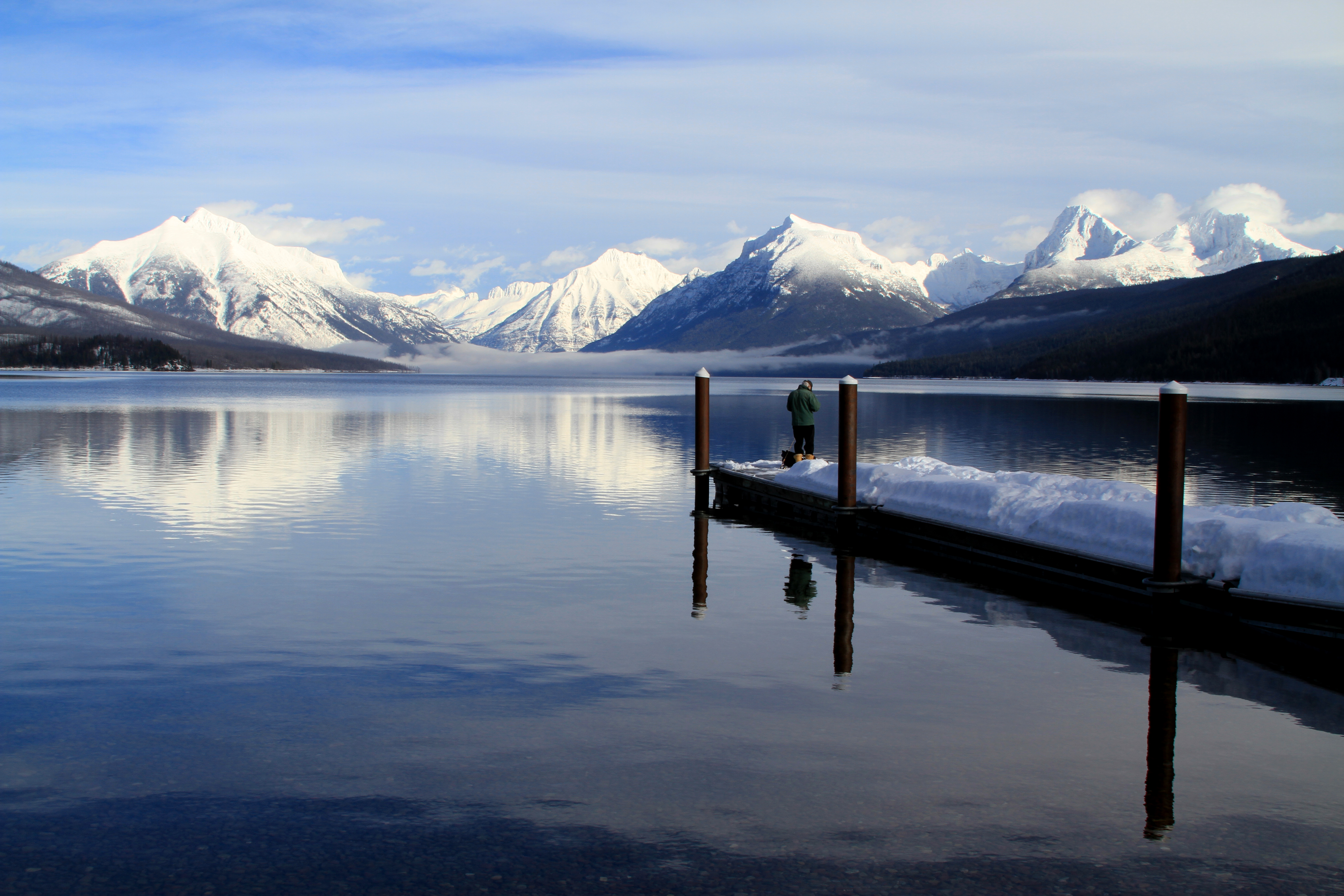
بحيرة ماكدونالد

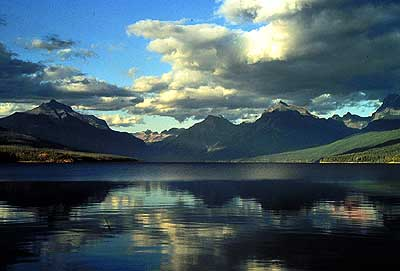
بحيرة ماكدونالد
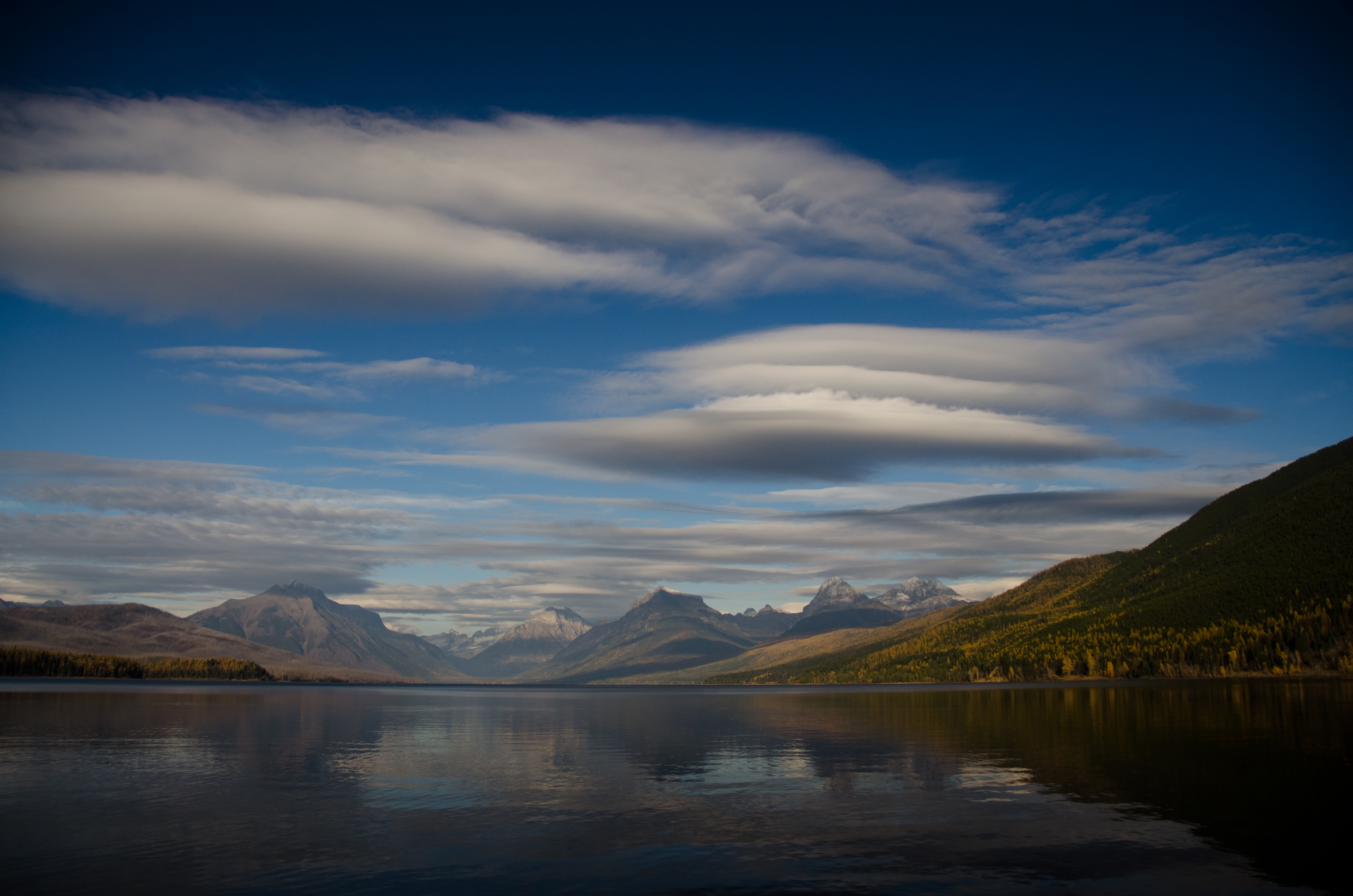
بحيرة ماكدونالد في الخريف
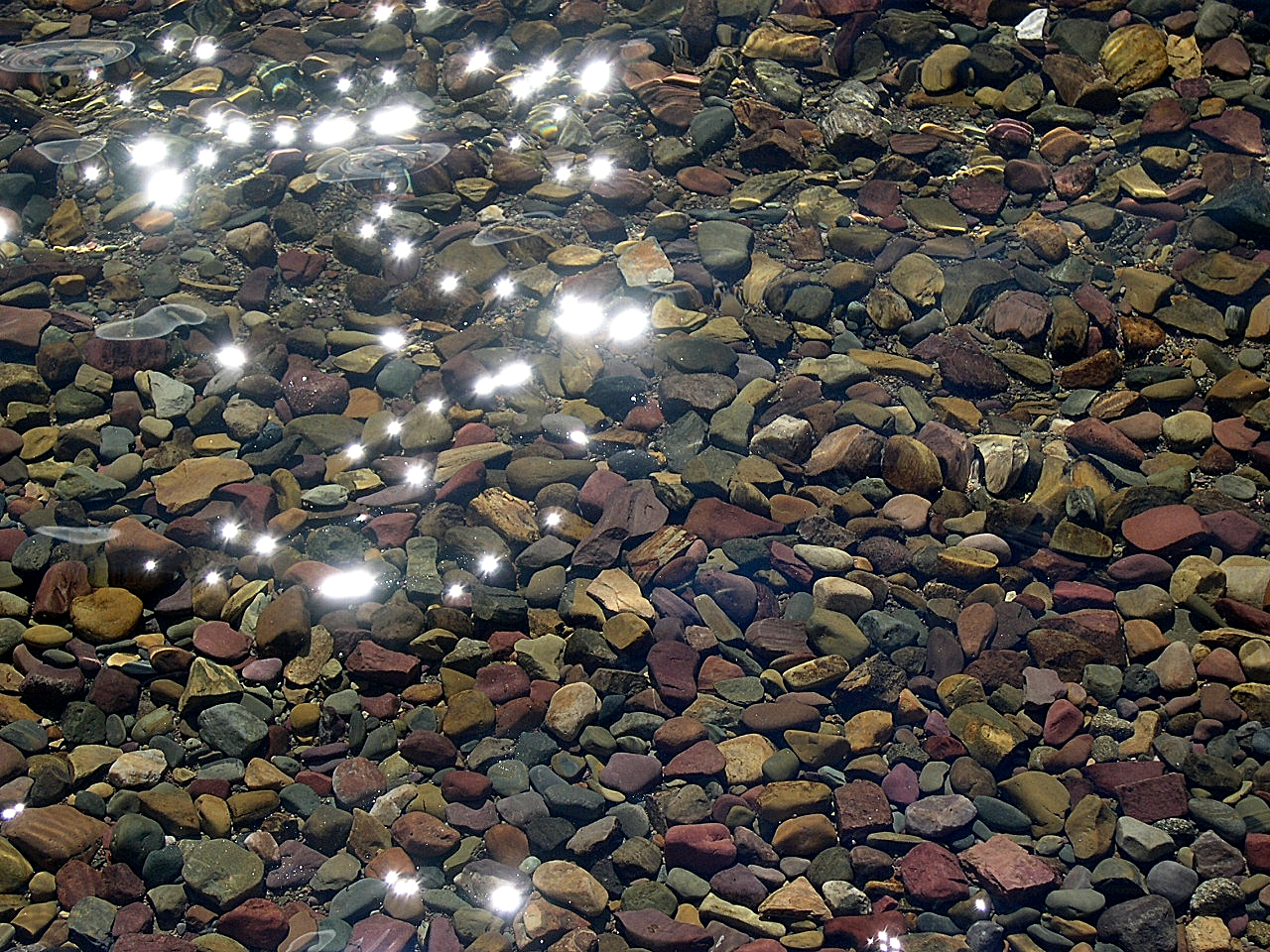
الحصى في شواطئ البحيرة

‌